# Cheniseo fabulosa
Cheniseo fabulosa is een spinnensoort in de taxonomische indeling van de hangmatspinnen (Linyphiidae).
Het dier behoort tot het geslacht Cheniseo. De wetenschappelijke naam van de soort werd voor het eerst geldig gepubliceerd in 1935 door Bishop & Crosby.